# Hard Revenge Milly – The Beginning
Hard Revenge Milly – The Beginning (jap. ハードリベンジ・ミリー, Hādo Ribenji Mirī) ist ein japanischer Kurzfilm von  Takanori Tsujimoto aus dem Jahr 2008. Der Splatter-Actionfilm ist der Vorgänger des Langfilms Hard Revenge Milly – Bloody Battle (2009).

## Handlung
In einer postapokalyptischen Zukunft regieren Gangs die Straßen. Die junge Frau Milly wurde bei einem Überfall der vierköpfigen Gang Jack Brothers schwer verletzt, während ihr Mann und Kind auf grauenhafte Weise ermordet wurden. Milly überlebte den Angriff und schwor Rache. Der zurückgezogen lebende ehemalige Waffenhändler Jubei las die junge Frau auf und modifizierte ihren Körper zu einer todbringenden Waffe. Nacheinander tötet Milly die vier Jack Brothers und nimmt so Rache für ihre ermordete Familie.

## Hintergrund
Ein Jahr später erschien die Fortsetzung Hard Revenge Milly – Bloody Battle, diesmal als Langfilm mit gleicher Hauptdarstellerin. Der Film ist im Stil populärer Japan-Splatterfilme wie The Machine Girl und Tokyo Gore Police gehalten. Die Effekte stammen von Yoshihiro Nishimura, der ebenfalls für die Effekte der beiden vorgenannten Filme verantwortlich zeichnet.
In Österreich erschien über Dragon eine ungekürzte, auf 1.500 Stück limitierte DVD unter dem Titel Hard Revenge Milly ausgezeichnet als „Grindhouse Double Feature DVD“, die beide Filme sowie zwei Making-ofs enthält.

## Rezeption
Hard Revenge Milly – The Beginning  setzt auf wenig Story und viele Splattereffekte. Dabei heben sich die Kampfszenen des B-Films von denen anderer Produktionen ab.